# 34233 Caldwell
34233 Caldwell este o planetă minoră (asteroid) din centura de asteroizi. A fost descoperită pe 26 august 2000 la Experimental Test Site⁠(d) de Lincoln Near-Earth Asteroid Research. 
Obiectul prezintă o orbită caracterizată de o semiaxă mare de 2,7737779 UAi, o excentricitate de 0,06, o înclinație de 5,47718 ° în raport cu ecliptica.